# 科尔多瓦 (南卡罗来纳州)
科尔多瓦（英文：Cordova），是美国南卡罗来纳州下属的一座城市。城市类型是“Town”。其面积大约为0.44平方英里（1.13平方公里）。根据2010年美国人口普查，该市有人口169人，人口密度约为每平方 英里387.61人（约合每平方公里149.66人）。